# Tisameno (figlio di Tersandro)
Tisameno (in greco antico: Τισαμενός?, Tisamenós) è un personaggio della mitologia greca. Fu un re di Tebe.

## Genealogia
Figlio di Tersandro e di Demonassa, fu padre di Autesione.

## Mitologia
Alla morte del padre (Tersandro, morto in Misia mentre era in viaggio per partecipare alla guerra di Troia) non poté succedergli per comandare l'esercito a causa della sua giovane età, così dovette lasciare il comando a Peneleo. 

Alla morte di Peneleo divenne re della città di Tebe.
Peneleo, fu anche reggente al trono di Tebe dalla morte di Tersandro fino al giorno che fu ucciso da Euripilo. 
Durante il suo regno le Erinni (scatenate dalla maledizione sulle donne tebane venute in possesso della collana di Armonia) non afflissero la città di Tebe ma dopo la sua morte ripresero contro suo figlio Autesione, che fu il suo successore al trono.